# Епистиния Степанова
Епистиния Фьодоровна Степанова (18 ноември 1882 г. – 7 февруари 1969 г.) е рускиня, чиито осем сина загиват във войните, водени от Червената армия, а деветият син умира от рани, получени на фронта. Кавалер на ордените „Майка-героиня“ и Орден „Отечествена война“ от I степен. 

## Биография
Епистиния Степанова е родена на 18 ноември 1882 г. на територията на днешна Украйна, но от детството си е живяла в Кубан. Семейство Степанови са живели в совхоза „Първи май“ (сега чифлик „Олховски“) в Тимашовски район на Краснодарски край. 
Синовете ѝ Василий, Филип, Фьодор, Александър-младши (посмъртно Герой на Съветския съюз), Иван, Иля и Павел загиват по време на Великата отечествена война от 1939 до 1943 г. Синът ѝ Николай през август 1945 г. се завръща от болницата, боледува дълго време и умира от раните си.
През последните си години Епистиния живее в Ростов на Дон, в семейството на единствената си дъщеря Валентина Коржова. Тя умира там на 7 февруари 1969 г. и е погребана в село Днепровская, Краснодарски край, с пълни военни почести.